# Eddie McGoldrick
Pour les articles homonymes, voir McGoldrick.
Edward John Paul « Eddie » McGoldrick, né le 30 avril 1965 à Islington, est un footballeur irlandais qui a joué pour Crystal Palace, Arsenal et Manchester City. Il a aussi joué pour l'équipe de la république d'Irlande lors de la Coupe du monde 1994 notamment.
Après avoir commencé sa carrière à Northampton Town, McGoldrick part à Crystal Palace où il joue 147 matchs et marque 11 buts. En 1991, il remporte la Full Members Cup, une ancienne coupe anglaise.
L'irlandais est transféré à Arsenal en 1993 et y fait ses débuts lors du Community Shield contre Manchester United. Il ne joue cependant que 38 matchs lors de la saison 1993-1994 dont la victoire contre Parme AC en finale de la Coupe d'Europe des vainqueurs de coupe de football 1993-1994 où il rentre en cours de jeu. En trois ans chez les Gunners, il joue 57 matchs avant de quitter le club en 1996 pour Manchester City, d'abord sous forme de prêt puis définitivement dès la saison 1996-1997.
McGoldrick passe deux saisons à City avant d'être prêté à Stockport County en 1998. Il prend sa retraite en 1999. En 2000, il devient pour une courte période entraîneur-joueur de Corby Town.

## Sources
- (en) Stephen McGarrigle, The Complete who's who of Irish international football : 1945-1996, Edimbourg, Mainstream Publishing, octobre 1996, 237 p. (ISBN 1-85158-894-9), p. 125-126